# TV Slovenija 2
TV Slovenija 2 nebo jen TV SLO 2 je více specializovaná stanice s pořady, které jsou zaměřeny na užší publikum, situační komedie, širokou škálu živých sportovních přenosů, ale nenaleznete zde žádné zprávy. Stanici provozuje a obsluhuje Radiotelevizija Slovenija.

## Vývoj loga

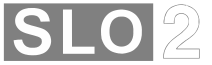
Logo 1993-1997
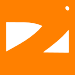
Logo 1997-2002
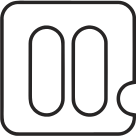
Logo 2002-2007
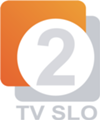
Logo 2007-2012
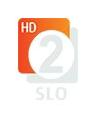
Logo 2007-2012 (HD)
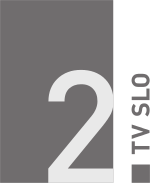
Současné logo